# Lộc Hòa, Lộc Ninh
Lộc Hòa là một xã thuộc huyện Lộc Ninh, tỉnh Bình Phước, Việt Nam.
Xã Lộc Hòa có diện tích 50,58 km², dân số năm 1999 là 4.320 người, mật độ dân số đạt 85 người/km².

## Lịch sử
Ngày 17 tháng 7 năm 1986, Hội đồng Bộ trưởng ban hành Quyết định 88-HĐBT về việc chia xã Lộc Hoà thành hai xã lấy tên là xã Lộc Hoà và xã Lộc An.
Xã Lộc Hoà có 4630 hécta đất với 1.348 nhân khẩu.